# Ferrari 400

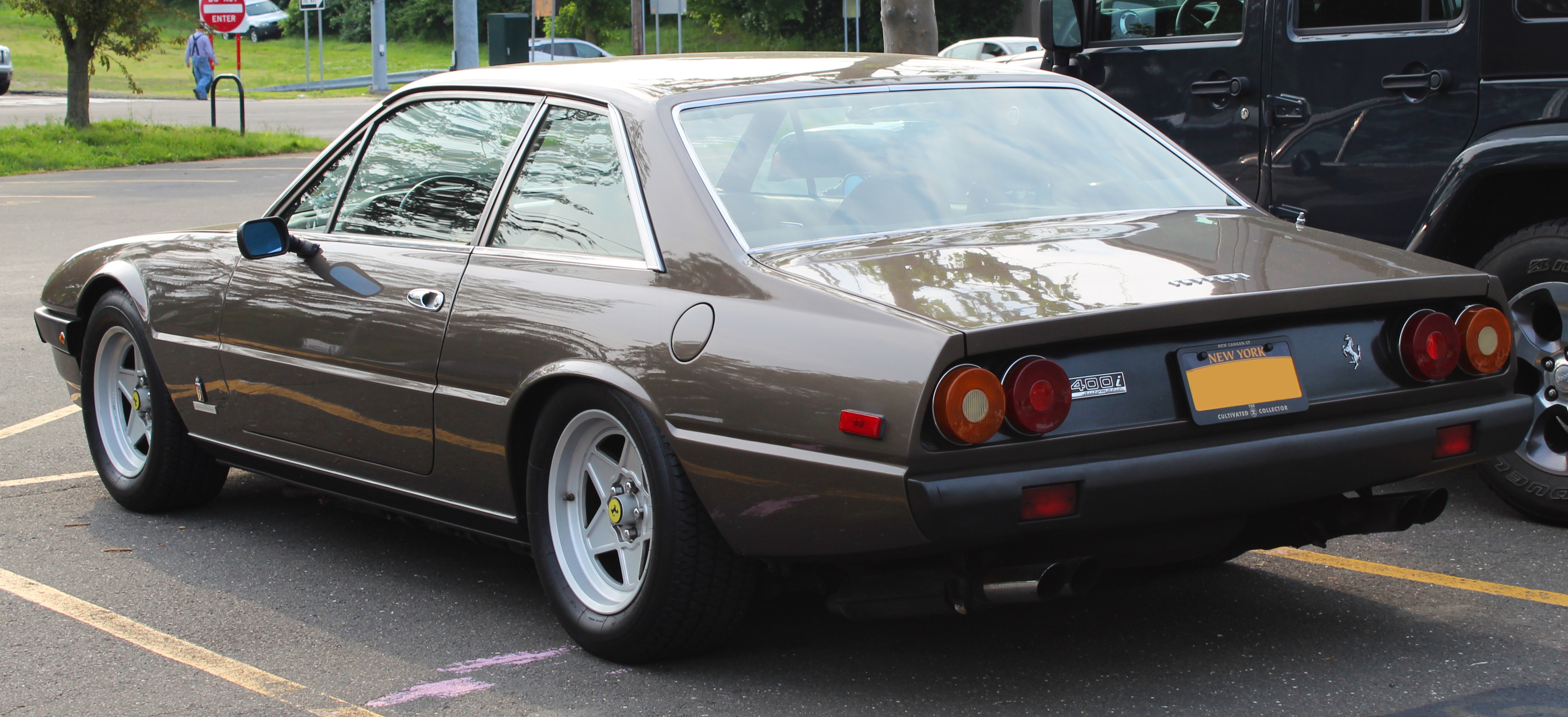
Ferrari 400i

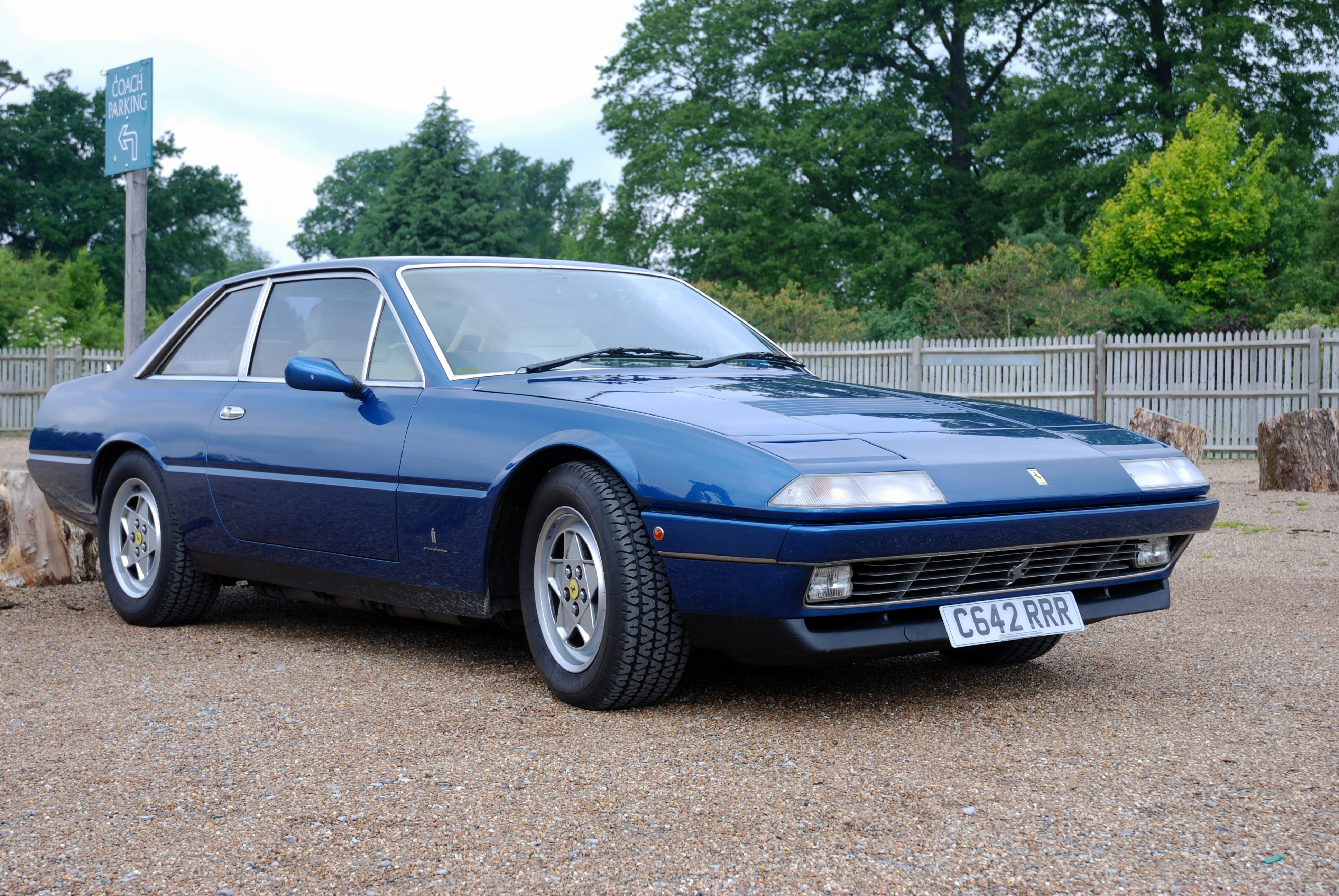
Ferrari 412

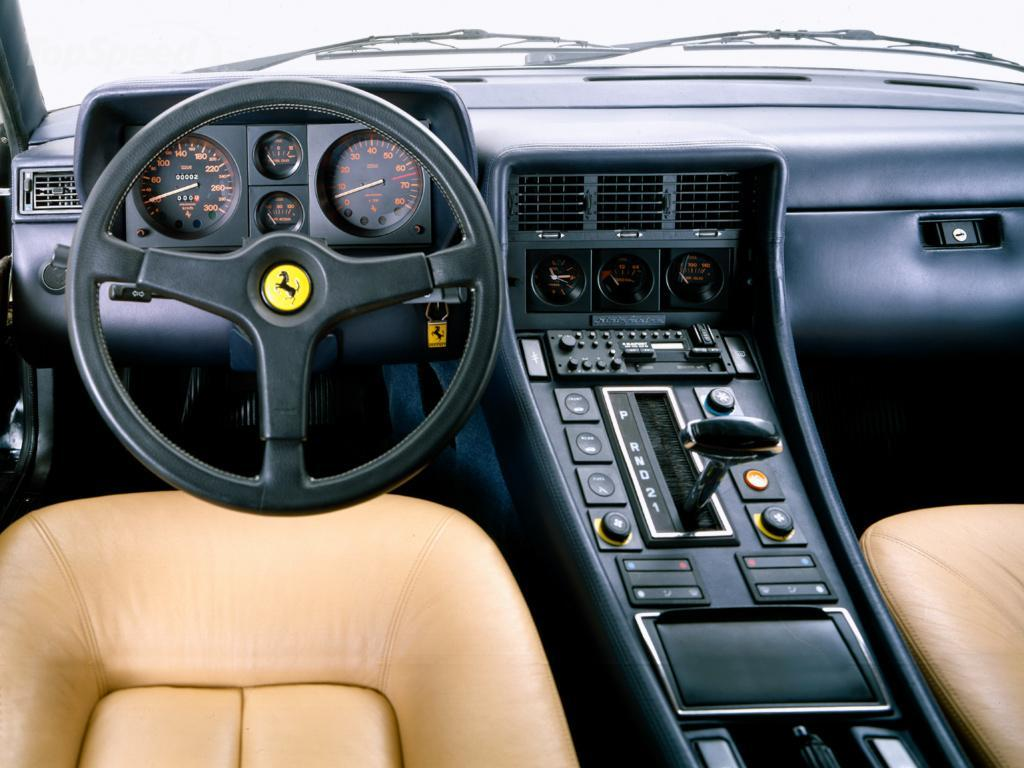
Ferrari 412

Ferrari 365 GT4 2+2, Ferrari 400 і Ferrari 412 (Tipo F101) — 2+2 місне купе класу гран-турізмо італійського виробника спортивних автомобілів Ferrari.
Моделі оснащені дванадцяти циліндровим двигуном розташованим спереду і заднім приводом, з п'ятиступінчастою механічною або трьох-ступінчастою автоматичною коробкою передач.
Ferrari 365 GT4 2+2 дебютувала в 1972 році. Ferrari 400 GT представлена в 1976 році на Паризькому автосалоні, в 1979 році була перейменована на Ferrari 400i. Зміна Ferrari 400 серії під назвою Ferrari 412 дебютувала на Женевському автосалоні 1985 року і виготовлялась до 1989 року. Ferrari 412 являла собою модернізовану версію Ferrari 400i зі зміненим двигуном.

## Двигуни
- 4.4 L F 101 AC V12 340 к.с. (365 GT4 2+2)
- 4.8 L F 101 C V12 340 к.с. (400 GT)
- 4.8 L F 101 D V12 310-315 к.с. (400 i)
- 4.9 L F 101 EL V12 340 к.с. (412)

## Ресурси Інтернету
- Verkaufsprospekt eines Ferrari 400i Automatic von 1982 [Архівовано 23 квітня 2013 у Wayback Machine.]